# Bleptina trimera
Bleptina trimera là một loài bướm đêm trong họ Noctuidae.